# Parc de L'Espanya Industrial
El parc de L'Espanya Industrial està situat al barri de Sants de Barcelona, a tocar de l'estació de ferrocarril de Barcelona-Sants, i està catalogat com a bé amb elements d'interès (categoria C). Ocupa una part del solar de la fàbrica que li dona nom, on es conserven les antigues escoles (que actualment acullen l'Escola Bressol Municipal Pau) i la casa del Mig, on hi ha equipaments municipals. Al carrer del Rector Triadó, ja fora del parc, hi ha un altre edifici, que actualment acull el Centre Cívic Casinet d'Hostafrancs.

## Història

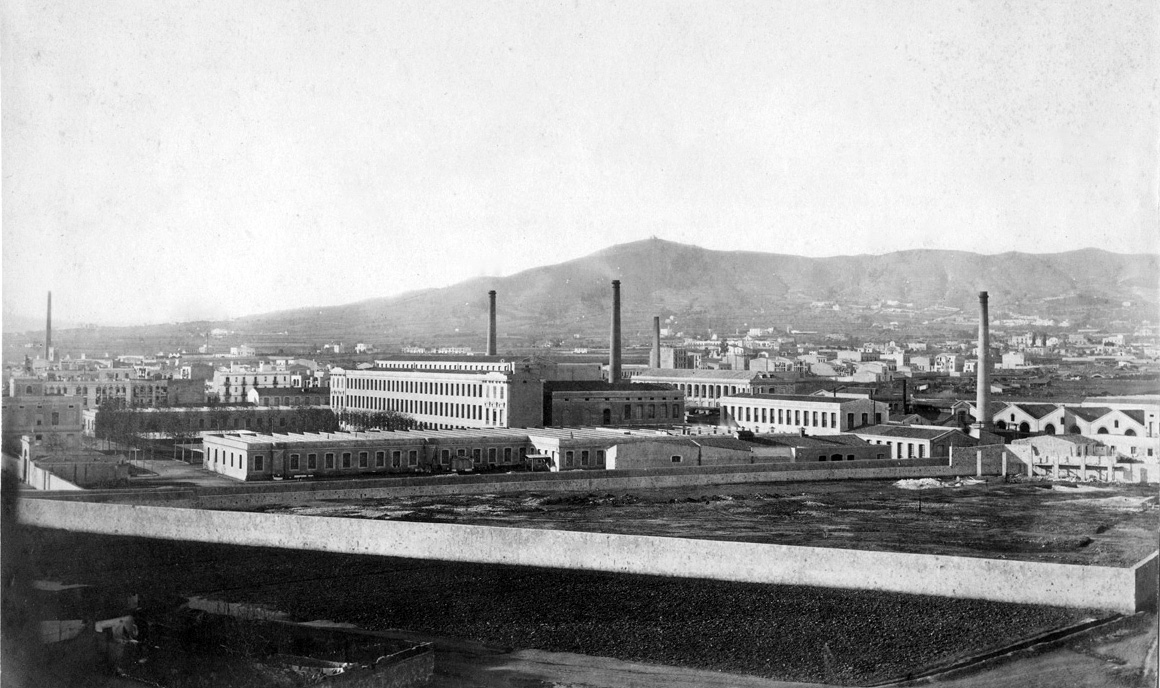
El Vapor Nou (1877)

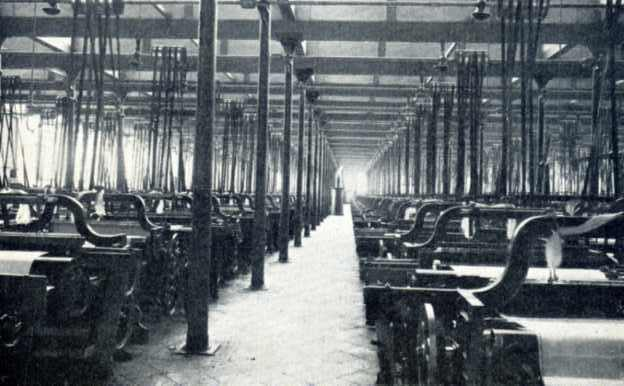
Secció de teixits (1904)

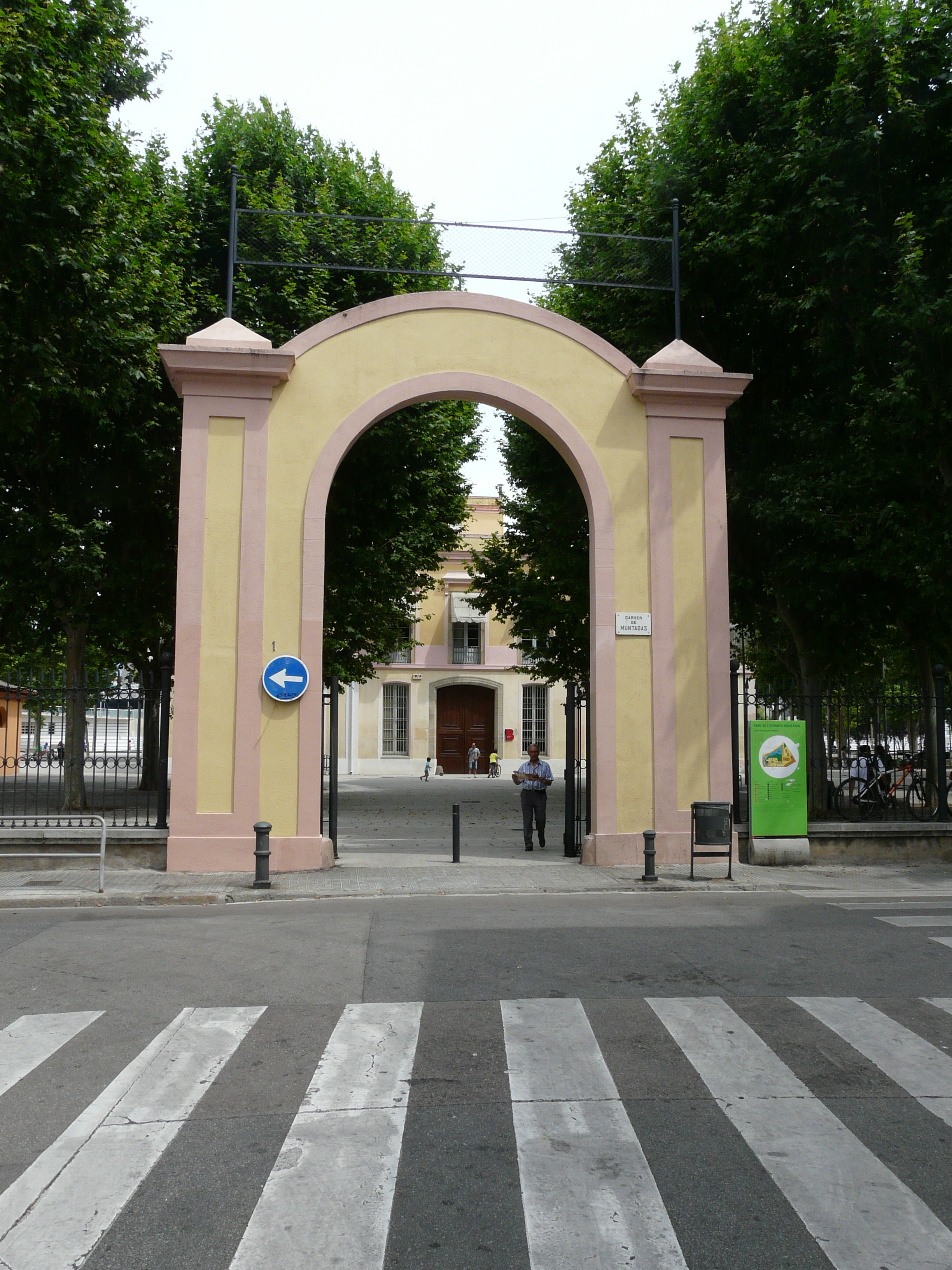
Porta d'accés al recinte, amb la Casa del Mig al fons

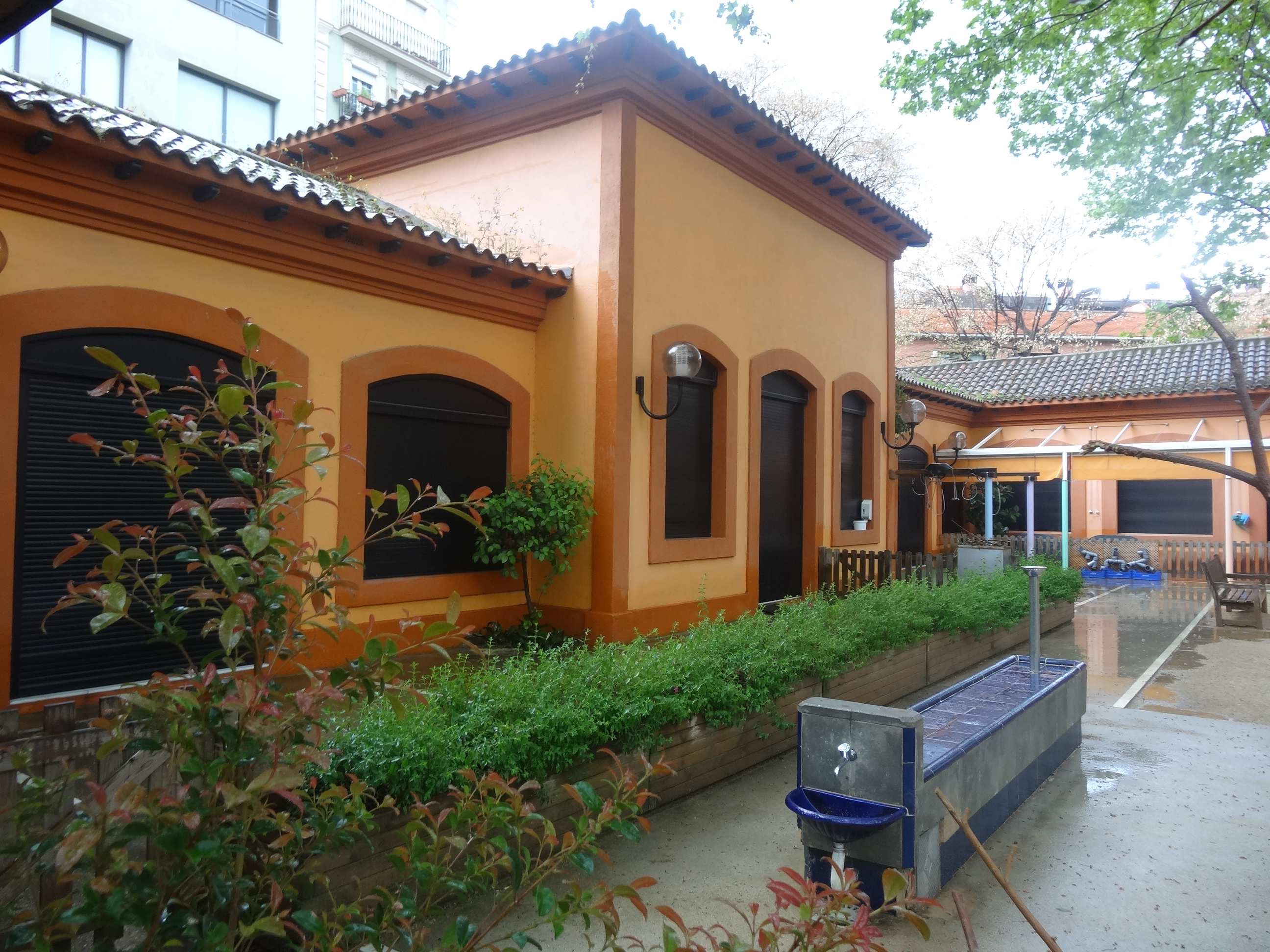
Escoles de L'Espanya Industrial, actualment Escola Bressol Pau

El 1842, els germans Joan, Bernat, Jaume, Ignasi, Isidre i Josep Antoni Muntadas i Campeny, sota la raó social de Muntadas Germans, adquiriren en emfiteusi un terrreny a l'indret conegut com a Magòria o l'Olivera Rodona, al límit entre els municipis de Sants i Barcelona (barri d'Hostafrancs).
El 1847, constituïren a Madrid (on tenien un magatzem) la societat La España Industrial, Sociedad Anónima Fabril y Mercantil, i adquiriren més terrenys a Sants, on iniciaren la construcció d'una gran fàbrica, anomenada el Vapor Nou per contraposició al Vapor Vell. Projectada per l'arquitecte Joan Vila i Geliu, va ser edificada en només dos anys, i l'any 1860, funcionava a ple rendiment, amb 7 màquines de vapor i un total de 600 CV de potència. Va rebre visites de la reina Isabel II (1860), dels presidents de la Primera República Espanyola Emilio Castelar i Estanislau Figueras (1873) i del jove rei Alfons XII (1877).
Els Muntadas es destacaren pel seu tracte familiar i paternalista amb els treballadors, interessant-se per les qüestions personals d'aquests, i proveint assistència mèdica durant les epidèmies de còlera de 1854 i 1865 i de febre groga de 1870. La seva casa era dins del recinte fabril, fet que reforçava la relació personal amb els treballadors. A més de les instal·lacions industrials, comptava amb diversos equipaments per als seus treballadors: guarderia, menjador social, instal·lacions esportives. El 1880, amb uns 2500 treballadors, executava tot el procés tèxtil, des de l'extracció del fil fins als brodats finals.
L'1 d'agost de 1934 es creà la Secció Esportiva L'Espanya Industrial, un equip de futbol del mateix nom, dut pels treballadors, que figurà habitualment en la segona divisió, i que el 1956 passà a anomenar-se Club Deportiu Comtal.
El 1972, l'empresa traslladà la seva producció a Mollet del Vallès i finalment tancà el 1981. L'any 1985, després d'un seguit de reivindicacions veïnals, la major part del solar (on ja s'havien construït blocs de pisos) es destinà a un gran parc, dissenyat pels arquitectes Luis Peña Gantxegi, Antón Pagola i Montserrat Ruiz.
El 1991, s'hi inaugurà al costat del parc el Poliesportiu Municipal de l'Espanya Industrial, obra dels arquitectes Ramon Artigues i Ramon Sanabria, que va acollir les proves d'halterofília dels Jocs Olímpics d'Estiu 1992.

## Descripció
El parc es troba en una àmplia esplanada situada sota un desnivell cobert per fileres de graons. La gran extensió de gespa queda travessada per camins de pedra i acaba amb un petit bosc de plàtans. Hi destaquen les nou torres-far, dissenyades per Gantxegi. Per un dels costats es pot baixar a les illetes amb banc que s'endinsen al llac de 10.000 m², el segon més gran de la ciutat. Amb la finalització de les obres el 2009, s'hi van instal·lar dispositius de recirculació de l'aigua freàtica que arriba des del parc de Joan Miró.
L'escultura El Drac, obra d'Andrés Nagel, s'aboca al llac amb les ales obertes. Dins de l'aigua hi ha l'escultura Neptú, realitzada per Manuel Fluxà el 1881. En una de les vores de l'estany hi ha l'escultura Venus moderna, realitzada per José Pérez Pérez «Persejo» (1929) amb motiu de l'Exposició Universal de Barcelona. D'aquesta època també daten Tors de dona, una còpia en bronze de la peça de pedra d'Enric Casanoves de 1947 i Els bous de l'abundància (1926), obra d'Antoni Alsina. També hi ha dues escultures contemporànies: Landa V (1985) de Pablo Palazuelo i Alto Rhapsody (1985) de l'escultor anglès Anthony Caro.

## Galeria

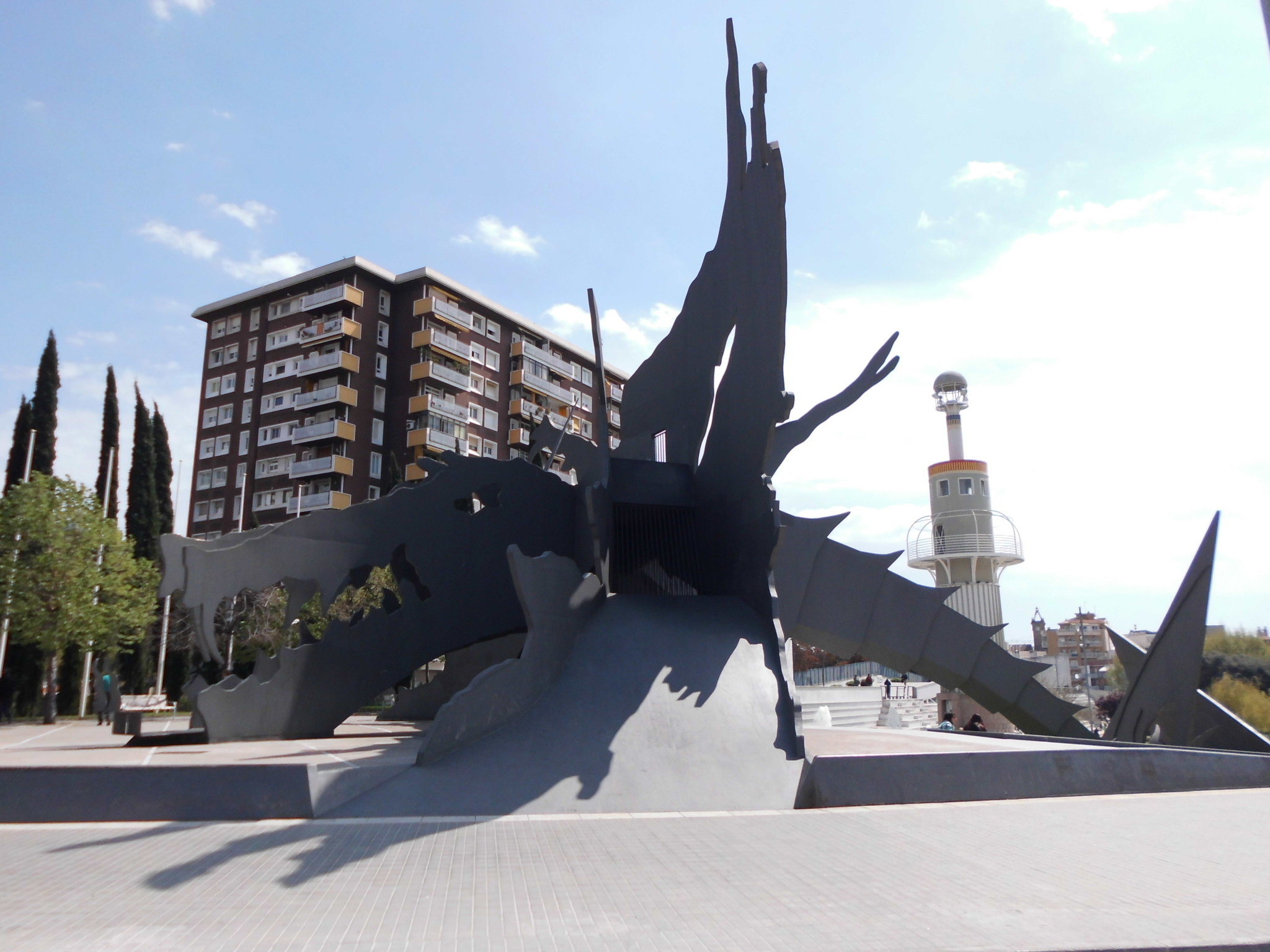
El Drac, d'Andrés Nagel (1987)
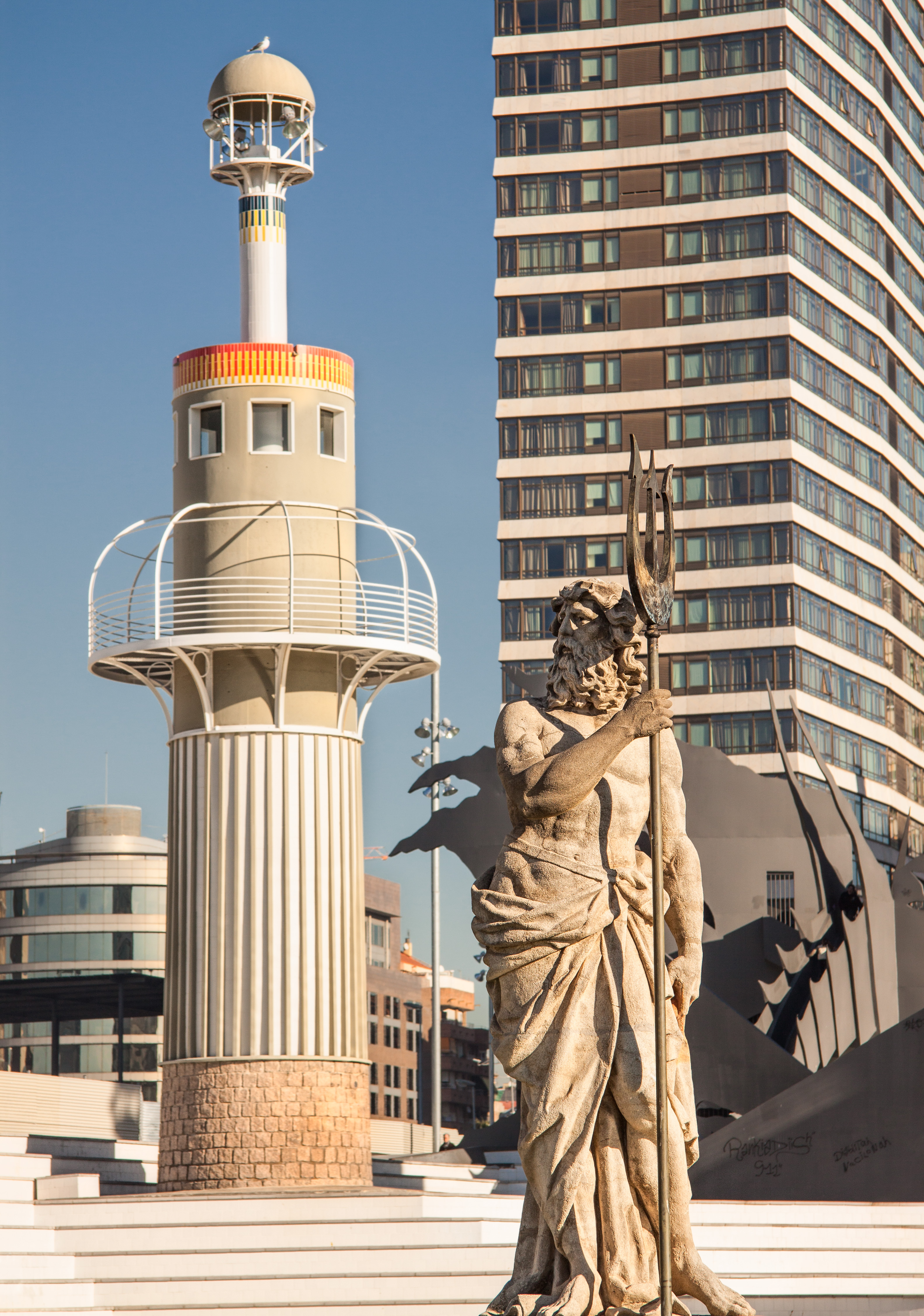
Neptú, de Manuel Fuxà (1881)
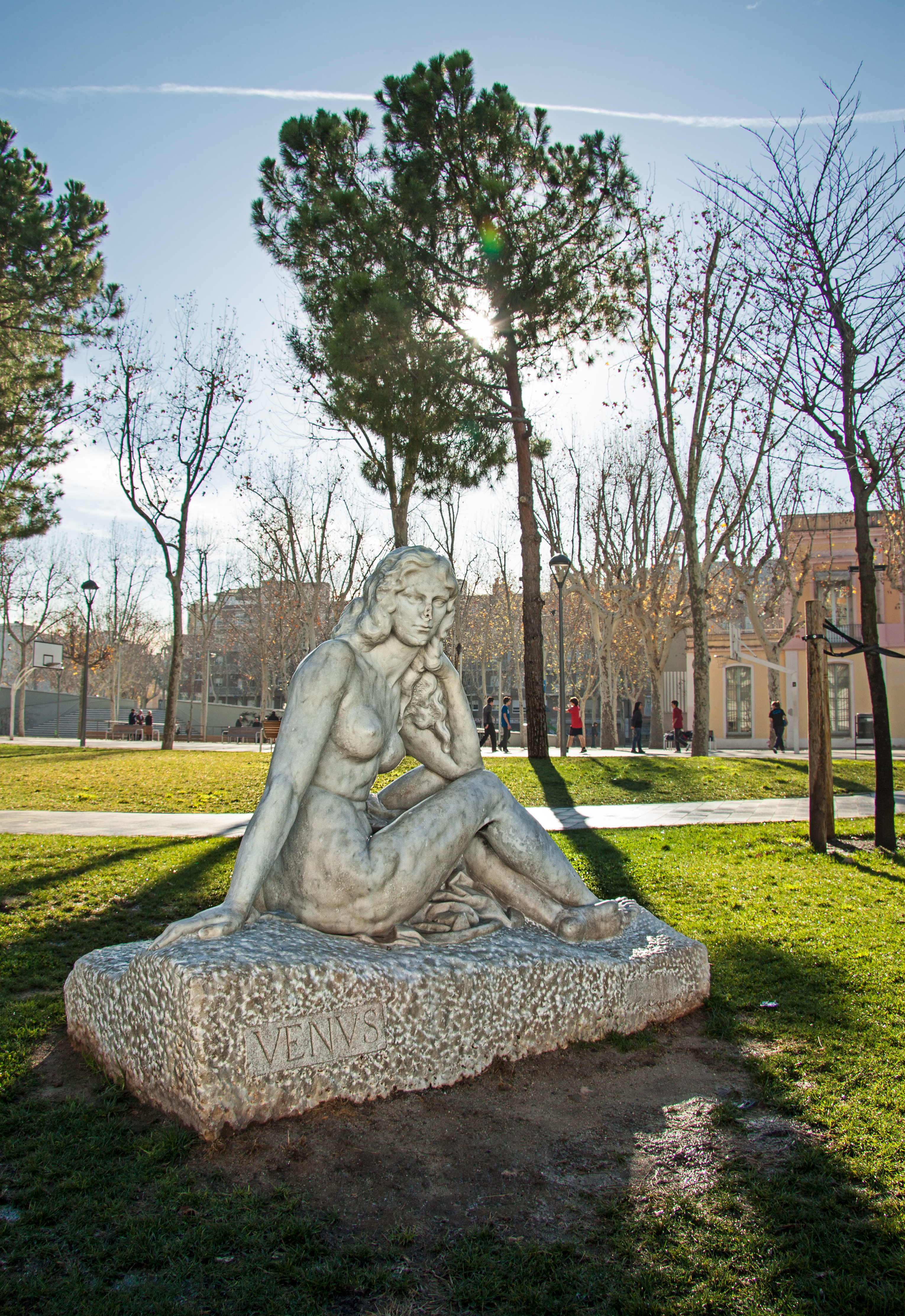
Venus moderna, de José Pérez Pérez (1929)
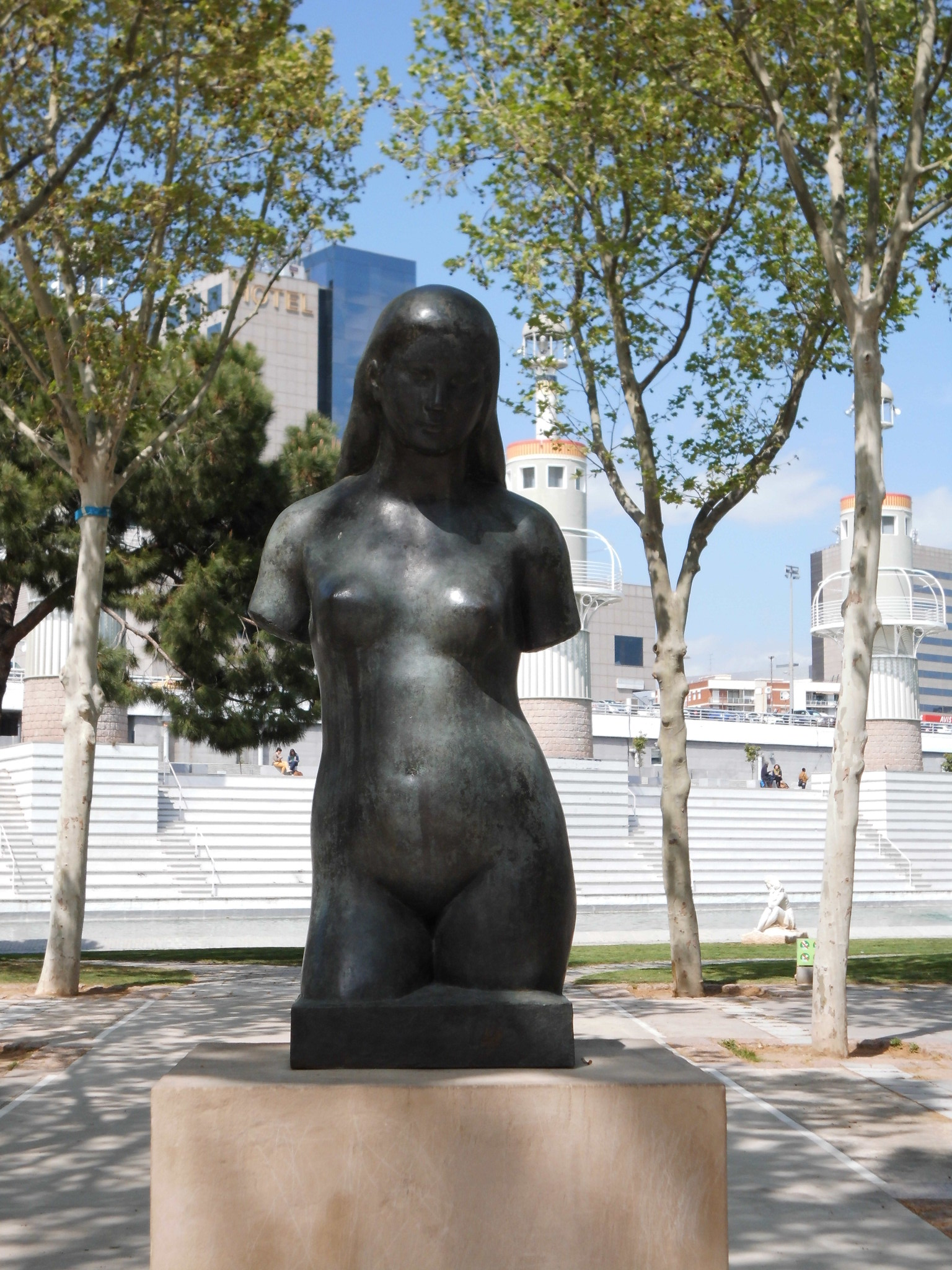
Tors de dona, d'Enric Casanovas (1947)
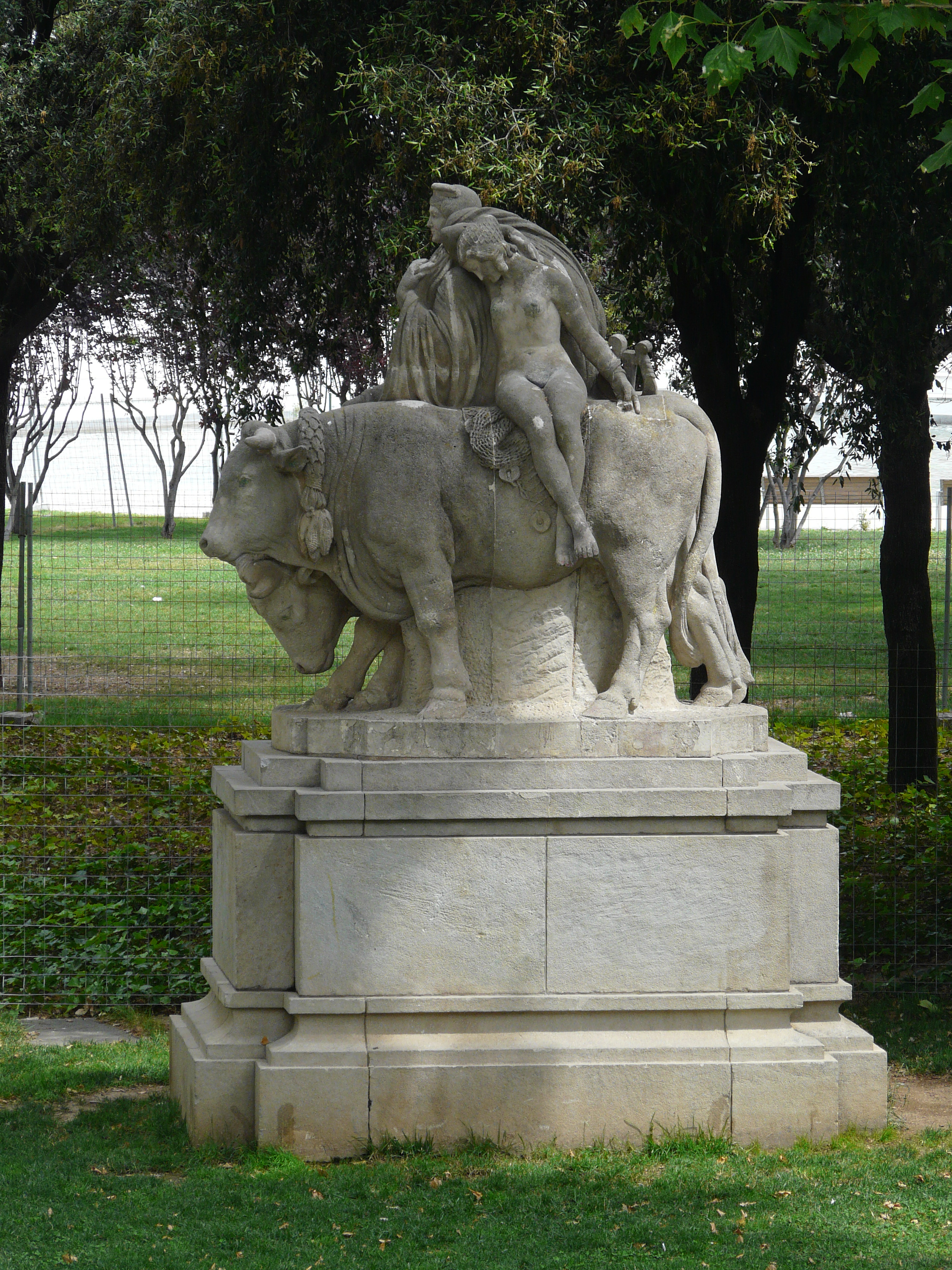
Els bous de l'abundància, d'Antoni Alsina (1926)
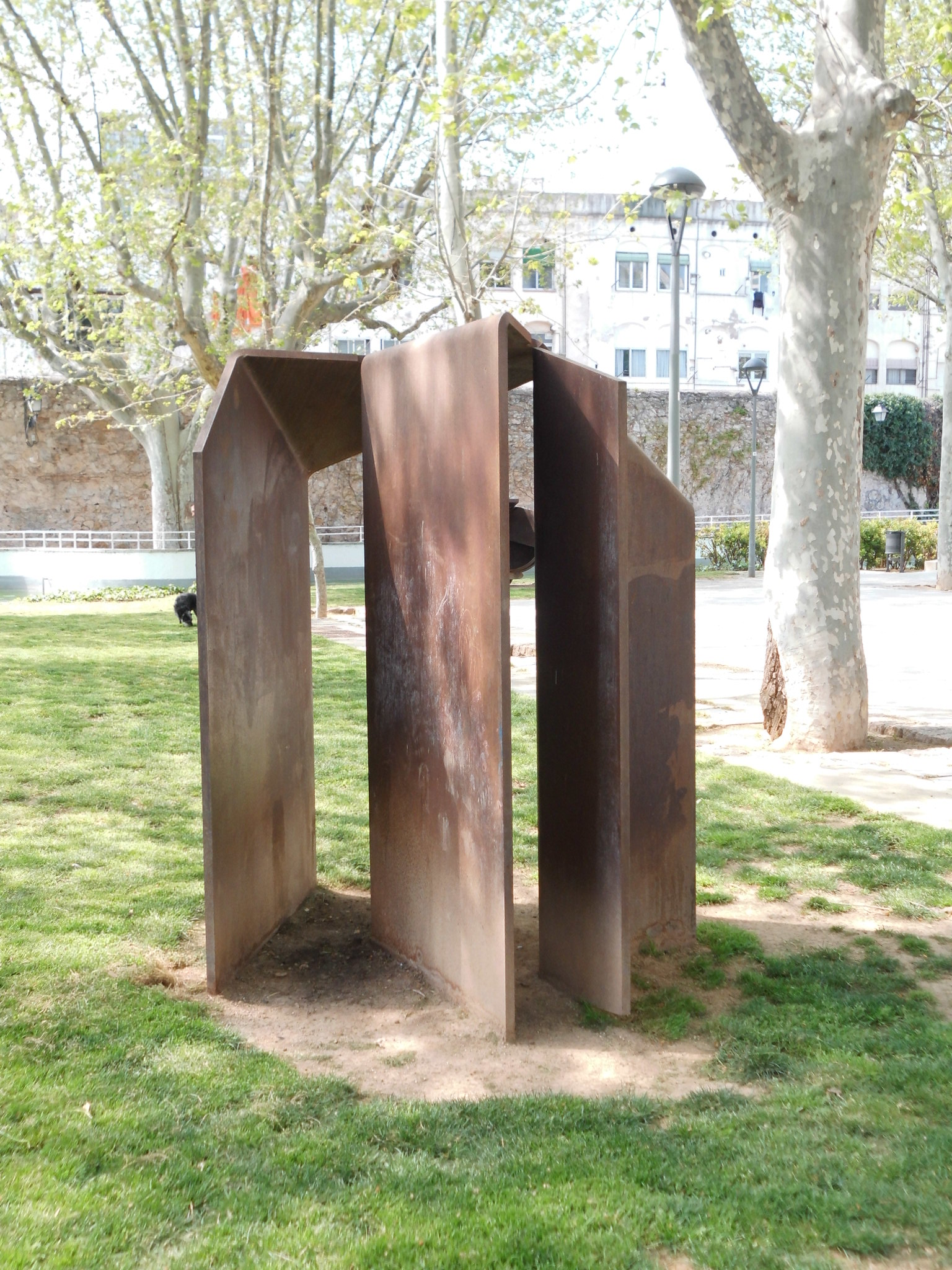
Landa V, de Pablo Palazuelo (1985)
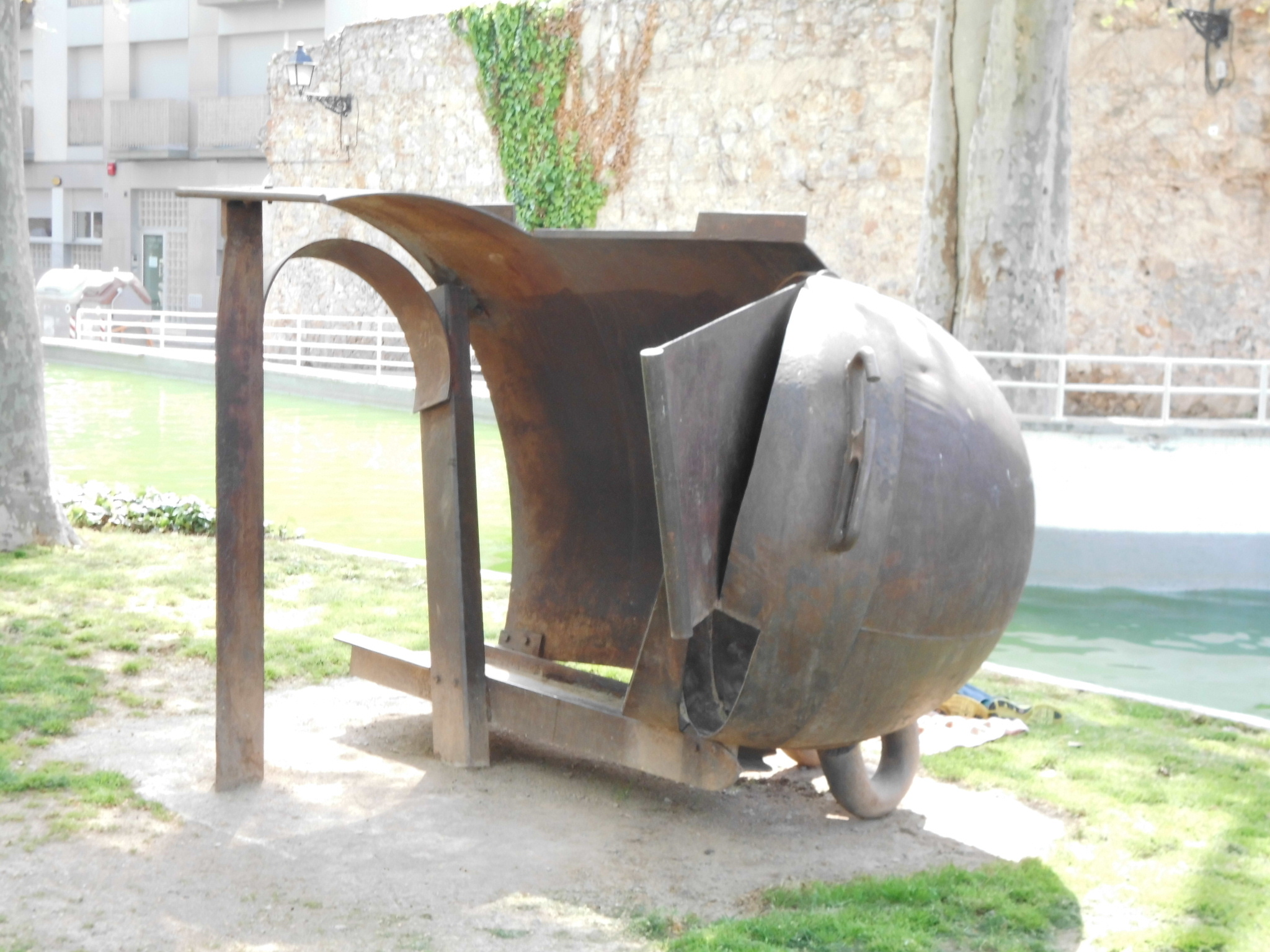
Alto Rhapsody, d'Anthony Caro (1985)